# Hohenzollernring 53 (Köln)

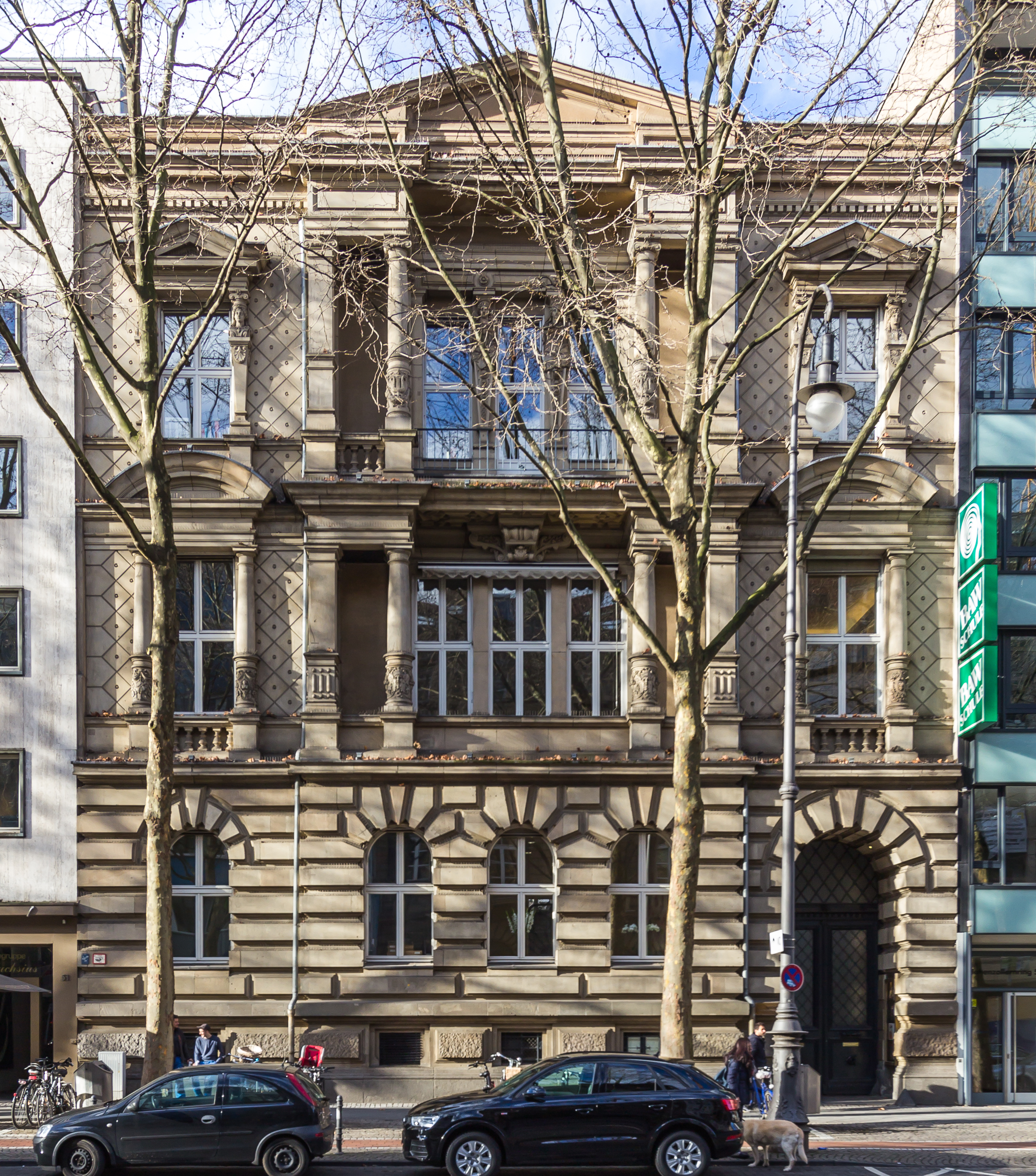
Das Verlagshaus von Taschen

Das Haus Hohenzollernring 53 ist der erhalten gebliebene Mittelteil der kriegszerstörten „Cron’schen Häusergruppe“ am Hohenzollernring 51 bis 55 in Köln auf dem Hohenzollernring, einem Teilabschnitt der Kölner Ringe. Es beheimatet heute den Taschen-Verlag.

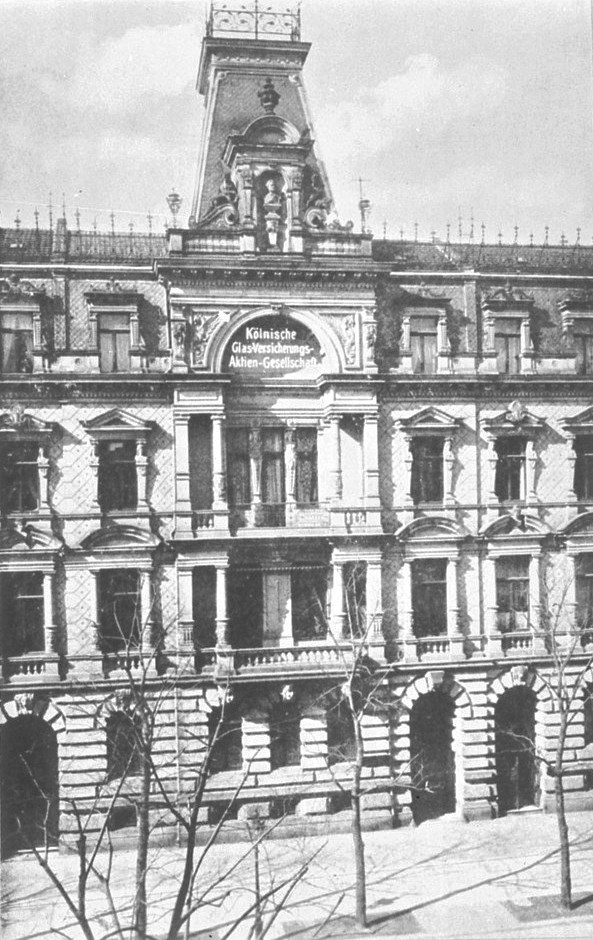
Hohenzollernring 53 – Kölnische Glasversicherungs AG (um 1900)

Der Gebäudekomplex besaß eine durch Seiten- und Mittelrisalite, Giebel und turmartige Turmhelme zusammengefasste Gruppenfassade. Der Komplex wurde 1884–1885 vom Architekten Carl August Philipp nach dem Vorbild des schlossartigen Palais des Freiherrn Eduard von Oppenheim erbaut. In das 1885 bezugsfertige Gebäude Nr. 53 zog die im Jahre 1880 gegründete Kölnische Glas-Versicherungs AG ein. Im Krieg beschädigt, blieb lediglich die Nr. 53, das Mittelteil, erhalten und wurde im Jahre 1950 wiederhergestellt.
Das Gebäude hatte im Vorkriegszustand stark vorspringende Seitenrisalite und einen Mittelrisaliten. Die Risalite schlossen nach oben mit einem steilen, französischem Walmdach ab. In Mittelrisalit erschien das Motiv des Triumphbogen, so im zweiten Obergeschoss. Der Mittelrisalit zeigte Doppelsäulen und stelenartige Karyatiden. Die Gebäudeteile mit den Seitenrisaliten wurden im Krieg zerstört, der Mittelteil mit dem Mittelrisaliten und Triumphbogen blieb erhalten. Bei der Rekonstruktion 1950 wurde der Triumphbogen entfernt und durch einen Dreiecksgiebel ersetzt. Erhalten geblieben sind die stelenartigen Karyatiden und die Doppelsäulen. Das Gebäude steht seit dem 29. September 1983 unter Denkmalschutz.

## 50.9397546.939487Koordinaten:50°56′23,1″N,6°56′22,2″OWeblinks
Liste der Baudenkmäler im Kölner Stadtteil Neustadt-Nord